# Oxytropis foucaudii
Oxytropis foucaudii es una de planta de la familia Fabaceae.

## Descripción
Es una planta no caulescente, que alcanza un tamaño de 5-15 cm de altura y está fuertemente indumentada, cuya pilosidad general dista de ser adpresa. Hojas de (10)13-16(17) pares de folíolos, de oval-elípticos a lanceolados –que se recubren por sus bordes, ordinariamente–, ± agudos, de vellosos a sedosos y rematados por un pincel de pelos muy visible (1-1,8 mm); estípulas ampliamente soldadas la una a la otra por la parte que se opone al pecíolo (3/4-1/3). La inflorescencia en forma de racimo poco nutrido (4-7 flores) y cuyo pedúnculo es relativamente grueso (de más de 1 mm de diámetro). Corola recién abierta de una violeta ± obscuro –que languidece con rapidez–, comparativamente grande (estandarte 14-16 mm); apículo de la quilla (0,2)0,3-0,4 mm. Dientes del cáliz cuya longitud es pequeña (1/4-1/3 de la del tubo). Frutos 15-20(25) x 5-6 mm, erectos, con pelos obscuros y cortos (0,2-0,4 mm), adpresos, y otros blancos largos (1,5-2,2 mm), ± patentes; prácticamente sin carpóforo –cáliz que se rasga–, con semitabique ventral.

## Distribución y hábitat
Se encuentra en los pedregales calizos elevados; a una altitud de 1800-2700 metros en Francia y España. Endemismo pirineocantábrico; hacia el Este alcanza el Turbón (Huesca), y hacia el W la zona de Somiedo (Asturias-León). 

## Taxonomía
Oxytropis foucaudii fue descrita por François Xavier Gillot y publicado en Ann. Soc. Sci. Nat. Charente-Infér. 31: 47. 1894
Citología
Número de cromosomas de Oxytropis foucaudii (Fam. Leguminosae) y táxones infraespecíficos: 2n=16
Etimología
Ver: Oxytropis
foucaudii: epíteto otorgado en honor del botánico francés Julien Foucaud.
Sinonimia
- Astragalus foucaudii (Gillot) A.W.Hill
- Oxytropis lazica sensu auct.[4][5]